# José Domingo Ulloa
José Domingo Ulloa Mendieta, O.S.A. (Chitré, 24 de diciembre de 1956) es un religioso agustino y arzobispo católico panameño, actual arzobispo metropolitano de Panamá y Gran Canciller de la Universidad Católica Santa María La Antigua.

## Biografía
José Domingo Ulloa Mendieta nació el 24 de diciembre de 1956 en la ciudad de Chitré, Panamá, siendo hijo de Dagoberto Ulloa y Clodomira Mendieta y el tercero de tres hermanos. Fue ordenado sacerdote el 17 de diciembre de 1983 en Chitré y por el entonces Obispo de Chitré, Mons. José María Carrizo Villarreal, en la Catedral San Juan Bautista de Chitré.
Ingresó a la Orden de San Agustín en el año 1987, realizando sus votos solemnes el 28 de agosto de 1991. El 26 de febrero de 2004, el papa Juan Pablo II lo nombró Obispo Titular de Naratcata y Obispo Auxiliar de Panamá. Su consagración episcopal se realizó en la Catedral Metropolitana, el 17 de abril de 2004, en ceremonia presidida por el Monseñor José Dimas Cedeño, arzobispo emérito de Panamá. El 18 de abril de 2010 tomó posesión como arzobispo metropolitano.

## Estudios eclesiales
Diplomado en Teología Espiritual por la Universidad Pontificia de Comillas (Madrid), en 1990.
Licenciado en Teología de la Vida Religiosa por la Universidad Pontificia de Salamanca, España en el año 2000.
Licenciado en Derecho Canónico por la Universidad Pontificia de Comillas, España, 2002.

## Obras escritas
El Derecho canónico, Fundamento esencial en la Pastoral Familiar y Matrimonial, España, 2000.
“La lectura espiritual, estudio comparativo de este dinamismo ascético en Agustín, Ignacio y Teresa”. Tesis de Licenciatura en Teología de la Vida Religiosa, Madrid 2001.

## Ministerios y cargos
Vicario parroquial de Nuestra Señora de las Mercedes en Guararé (Los Santos), 1983-1987.
Director de los Cursillos de Cristiandad, 1984.
Asistente del maestro de Pre-Novicios y adjunto en la Basílica del Real Monasterio San Lorenzo de El Escorial, y Capellán de las religiosas Concepcionistas de San Lorenzo de El Escorial, 1988-1990.
Miembro de la Organización de Agustinos en Latinoamérica, en el Departamento de Formación, 1992.
Prior del Seminario San Agustín de Panamá y Coordinador del Equipo de Formación y Maestro de Profesos 1991 - 1998.
Capellán del Colegio y la Comunidad de Oblatas al Divino Amor, 1991-1998.
Miembro del equipo de formación de los profesos del Real Monasterio San Lorenzo de El Escorial (España), 1998 - 2002.
Director espiritual y profesor en el Seminario San José Panamá 1992 - 1998.
Vicario episcopal para las Religiosas de la Arquidiócesis de Panamá, 1992-1998.
Miembro del Consejo de Consultores y del Consejo Presbiteral de la Arquidiócesis de Panamá 1995 - 1998.
Asesor del Movimiento Familiar Cristiano de Panamá 1994 - 1998. Periodo en que ha estado acompañando la Pastoral Familiar Nacional y Arquidiocesana.
Párroco de la Catedral San Juan Bautista de Chitré, octubre de 2002.
Vicario provincial de los Padres Agustinos de Panamá, julio de 2002.
Presidente de la FEPAR (Federación Panameña de Religiosos), 2002.
Vicario episcopal para Religiosos (as) de la Diócesis de Chitré, 2002.
Miembro de la Comisión Teológica, 2002.
Juez eclesiástico de Panamá, 2002.
Obispo presidente de la Pastoral de la Salud, 2004-2010.
Obispo Presidente del Diaconado Permanente, 2004-2010.
Obispo Presidente de la Vida Consagrada, 2004-2010.

## Cargos actuales en la Conferencia Episcopal
Fue Secretario General de la Conferencia Episcopal Panameña desde 2007 hasta 2011
Obispo Presidente del Consejo de Comunicación de la Conferencia Episcopal Panameña.
Fue Delegado de la CEP ante el CELAM desde 2007 hasta 2011.

## Cargos en el CELAM
Era el Obispo responsable de la Sección de Movilidad Humana, de Turismo y de la Pastoral del Mar, del Departamento de Justicia y Solidaridad del Consejo Episcopal Latinoamericano (CELAM).
El 18 de febrero de 2010 el Santo Padre Benedicto XVI lo nombró como el nuevo Arzobispo de Panamá.
Tomó posesión canónica el 18 de abril de 2010, en la Catedral Metropolitana de Panamá.
Fue delegado de la Conferencia Episcopal Panameña al Sínodo de la Nueva Evangelización realizado en octubre del año 2012. 
En noviembre de 2012 fue elegido Presidente del Secretariado Episcopal de América Central (SEDAC) por un período de cuatro (4) años. 2012 - 2016.